# 和気町
和気町（わけちょう）は、岡山県の南東部にある町。和気郡に属する。

## 概要
2006年（平成18年）3月1日、和気町と佐伯町が合併して新設された。吉井川や金剛川に育まれた豊かな自然を有する。
町の中心はJR和気駅周辺で、町役場や金融機関、学校、古くからの商店街などがある。主な産業は農業であり、ブドウやリンゴをはじめ、スモモ、サクランボなどの果樹栽培が盛んである。全国的には和気清麻呂の生誕地として有名であり、和気清麻呂らを祀る和気神社や全国各地のおよそ100種のフジを集めた藤公園、和気鵜飼谷温泉、岡山県自然保護センターなどの観光名所を有し、岡山県内や近畿地方を中心に各地から観光客を集めている。

## 町章
片仮名のワとケを図案化したもので、2006年制定。町旗はこの町章が描かれている。

## 地理

### 地勢
町域の大半は山林である。町の中心は吉井川と金剛川が合流する地点にあたり小盆地を形成している。
- 河川: 吉井川、金剛川・日笠川（吉井川支流）
- ダム: 日笠ダム

### 気候
| 和気（1991年 - 2020年）の気候      | 和気（1991年 - 2020年）の気候 | 和気（1991年 - 2020年）の気候 | 和気（1991年 - 2020年）の気候 | 和気（1991年 - 2020年）の気候 | 和気（1991年 - 2020年）の気候 | 和気（1991年 - 2020年）の気候 | 和気（1991年 - 2020年）の気候 | 和気（1991年 - 2020年）の気候 | 和気（1991年 - 2020年）の気候 | 和気（1991年 - 2020年）の気候 | 和気（1991年 - 2020年）の気候 | 和気（1991年 - 2020年）の気候 | 和気（1991年 - 2020年）の気候 |
| 月                                 | 1月                           | 2月                           | 3月                           | 4月                           | 5月                           | 6月                           | 7月                           | 8月                           | 9月                           | 10月                          | 11月                          | 12月                          | 年                            |
| ---------------------------------- | ----------------------------- | ----------------------------- | ----------------------------- | ----------------------------- | ----------------------------- | ----------------------------- | ----------------------------- | ----------------------------- | ----------------------------- | ----------------------------- | ----------------------------- | ----------------------------- | ----------------------------- |
| 最高気温記録 °C （°F）             | 16.4 (61.5)                   | 21.9 (71.4)                   | 24.6 (76.3)                   | 29.5 (85.1)                   | 33.1 (91.6)                   | 36.5 (97.7)                   | 37.1 (98.8)                   | 37.9 (100.2)                  | 37.0 (98.6)                   | 31.5 (88.7)                   | 26.2 (79.2)                   | 20.9 (69.6)                   | 37.9 (100.2)                  |
| 平均最高気温 °C （°F）             | 9.0 (48.2)                    | 10.1 (50.2)                   | 13.8 (56.8)                   | 19.6 (67.3)                   | 24.3 (75.7)                   | 27.1 (80.8)                   | 30.6 (87.1)                   | 32.1 (89.8)                   | 28.3 (82.9)                   | 22.9 (73.2)                   | 17.0 (62.6)                   | 11.4 (52.5)                   | 20.5 (68.9)                   |
| 日平均気温 °C （°F）               | 2.9 (37.2)                    | 3.7 (38.7)                    | 7.0 (44.6)                    | 12.4 (54.3)                   | 17.5 (63.5)                   | 21.6 (70.9)                   | 25.6 (78.1)                   | 26.5 (79.7)                   | 22.4 (72.3)                   | 16.1 (61)                     | 10.1 (50.2)                   | 4.9 (40.8)                    | 14.2 (57.6)                   |
| 平均最低気温 °C （°F）             | −2.4 (27.7)                   | −2.0 (28.4)                   | 0.6 (33.1)                    | 5.4 (41.7)                    | 10.9 (51.6)                   | 16.8 (62.2)                   | 21.6 (70.9)                   | 22.2 (72)                     | 17.7 (63.9)                   | 10.7 (51.3)                   | 4.3 (39.7)                    | −0.4 (31.3)                   | 8.8 (47.8)                    |
| 最低気温記録 °C （°F）             | −10.6 (12.9)                  | −9.3 (15.3)                   | −7.2 (19)                     | −3.8 (25.2)                   | −0.5 (31.1)                   | 5.7 (42.3)                    | 12.5 (54.5)                   | 13.9 (57)                     | 5.3 (41.5)                    | −0.9 (30.4)                   | −3.6 (25.5)                   | −7.8 (18)                     | −10.6 (12.9)                  |
| 降水量 mm （inch）                 | 37.9 (1.492)                  | 45.4 (1.787)                  | 86.9 (3.421)                  | 96.1 (3.783)                  | 122.5 (4.823)                 | 162.6 (6.402)                 | 189.5 (7.461)                 | 112.2 (4.417)                 | 156.8 (6.173)                 | 98.6 (3.882)                  | 55.9 (2.201)                  | 46.6 (1.835)                  | 1,208.1 (47.563)              |
| 平均降水日数 （≥1.0 mm）           | 5.4                           | 6.6                           | 8.9                           | 9.3                           | 9.4                           | 11.3                          | 10.4                          | 8.1                           | 9.4                           | 7.5                           | 5.9                           | 5.7                           | 98.2                          |
| 平均月間日照時間                   | 142.2                         | 142.3                         | 179.6                         | 201.5                         | 211.1                         | 154.5                         | 169.8                         | 212.9                         | 161.3                         | 175.0                         | 152.9                         | 148.3                         | 2,051.5                       |
| 出典1：Japan Meteorological Agency |                               |                               |                               |                               |                               |                               |                               |                               |                               |                               |                               |                               |                               |
| 出典2：気象庁                      |                               |                               |                               |                               |                               |                               |                               |                               |                               |                               |                               |                               |                               |

### 隣接する自治体
岡山県
- 備前市、赤磐市、美作市、久米郡美咲町

| |                                        |  |
| 和気町と全国の年齢別人口分布（2005年） | 和気町の年齢・男女別人口分布（2005年） |  |
| ■紫色 ― 和気町 ■緑色 ― 日本全国 | ■青色 ― 男性 ■赤色 ― 女性              |  |
| 和気町（に相当する地域）の人口の推移 \| 1970年（昭和45年） \| 17,945人 \| \| \| 1975年（昭和50年） \| 18,385人 \| \| \| 1980年（昭和55年） \| 19,088人 \| \| \| 1985年（昭和60年） \| 18,827人 \| \| \| 1990年（平成2年） \| 17,841人 \| \| \| 1995年（平成7年） \| 17,227人 \| \| \| 2000年（平成12年） \| 16,815人 \| \| \| 2005年（平成17年） \| 16,180人 \| \| \| 2010年（平成22年） \| 15,362人 \| \| \| 2015年（平成27年） \| 14,412人 \| \| \| 2020年（令和2年） \| 13,623人 \| \| |                                        |  |
| 総務省統計局 国勢調査より |                                        |  |
| 1970年（昭和45年） | 17,945人                               |  |
| 1975年（昭和50年） | 18,385人                               |  |
| 1980年（昭和55年） | 19,088人                               |  |
| 1985年（昭和60年） | 18,827人                               |  |
| 1990年（平成2年） | 17,841人                               |  |
| 1995年（平成7年） | 17,227人                               |  |
| 2000年（平成12年） | 16,815人                               |  |
| 2005年（平成17年） | 16,180人                               |  |
| 2010年（平成22年） | 15,362人                               |  |
| 2015年（平成27年） | 14,412人                               |  |
| 2020年（令和2年） | 13,623人                               |  |

## 姉妹都市・提携都市
国内
- 宇佐市（大分県）

1989年（平成元年）7月31日姉妹都市提携
- 霧島市（旧・牧園町から継続）

2002年（平成14年）4月29日姉妹都市提携
- 八尾市（大阪府）

国内交流協定
海外
- 上海市嘉定区（中華人民共和国）

1992年（平成4年）10月15日姉妹都市提携
- ハナ町（カナダ アルバータ州）

1993年（平成5年）3月21日姉妹都市提携

## 歴史

### 沿革
- 1889年（明治22年）6月1日 - 町村制施行。

和気村、益原村の範囲をもって和気郡和気村発足。
現町域にはほかに和気郡本荘村、日笠村、藤野村、山田村、塩田村、磐梨郡佐伯本村、佐伯上村、石生村が発足。
- 1900年（明治33年）4月1日 - 磐梨郡、赤坂郡が統合し、赤磐郡となる。
- 1901年（明治34年）2月6日 - 和気村が町制施行、和気町（旧・第一次）となる。
- 1942年（昭和17年）4月1日 - 佐伯本村、佐伯上村が合併し、佐伯村が発足。
- 1950年（昭和25年）4月1日 - 本荘村が町制施行、本荘町となる。
- 1953年（昭和28年）4月1日 - 和気郡和気町・本荘町・日笠村・藤野村、赤磐郡石生村の5町村が合併し、新たに和気町（旧・第二次）が発足。
- 1955年（昭和30年）3月31日 - 赤磐郡佐伯村、和気郡山田村・塩田村が合併し、和気郡佐伯町が発足。
- 2006年（平成18年）3月1日 - （旧）和気町、佐伯町が新設合併し、現在の和気町が発足。

### 合併協議
和気町・佐伯町の合併調印後、一旦は佐伯町議会で合併議案が否決され、合併協議会からの脱会決議が可決された。その後、佐伯町長・町議会のリコールが成立し、出直し選挙が2005年（平成17年）2月27日に実施され、当選した新町長が合併推進に転じて、合併に至った。

## 行政

### 町長
現職町長
- 太田啓補（2022年（令和4年）4月17日～。1期目）[2]

歴代町長
| 歴代       | 氏名       | 在任期間                                            | 備考         |
| ---------- | ---------- | --------------------------------------------------- | ------------ |
| 職務執行者 | 西崎歳太路 | 2006年（平成18年）3月1日～2006年（平成18年）4月16日 | 旧和気町長   |
| 1 - 4      | 大森直徳   | 2006年（平成18年）4月17日～2022年（令和4年）4月16日 | 旧和気町助役 |
| 5          | 太田啓補   | 2022年（令和4年）4月17日～ 現職                     |              |

### 町議会
- 定数12、選挙区無し。
- 2007年（平成19年）2月25日執行の町議会議員選挙で選出。2名は2010年（平成22年）4月11日執行の町議会議員補欠選挙で選出。
- 2011年以降の構成は公明党1、日本共産党1、たんぽぽ党1、無所属13。

### 町役場組織
主要な組織（部局）のみ記載（2010年（平成22年）4月1日現在）
- 総務部
- 民政福祉部
- 産業建設部
- 出納室
- 議会事務局
- 監査事務局

### 町役場・支所の管轄区域
| 名称              | 所在地        | 管轄地域                     | 備考         |
| ----------------- | ------------- | ---------------------------- | ------------ |
| 和気町役場 本庁舎 | 和気町尺所555 | 町内全域（旧佐伯町域を含む） | 町内を総括   |
| 佐伯庁舎          | 和気町矢田305 | 旧佐伯町域                   | 旧佐伯町役場 |

### 町内にある国・県の機関
- 岡山県備前県民局東備地域事務所
- 和気公共職業安定所
- 和気労働基準監督署

### 警察
- 岡山県備前警察署（本署は備前市）
  - 和気交番
  - 藤野駐在所
  - 佐伯駐在所

### 消防
- 東備消防組合東備消防署北部出張所

## 経済

### 本社を置く企業
- 岡山和気ヤクルト工場（ヤクルト本社生産子会社）
- 徳永こいのぼり（こいのぼり製造）
- 日本チャンキー（ブロイラー生産・販売）
- メイト（プラスチックマグネット製造）

## 教育

### 小学校
- 和気町立和気小学校[3]
- 和気町立本荘小学校
- 和気町立佐伯小学校[4]

### 中学校
- 和気町立和気中学校
- 和気町立佐伯中学校

### 高等学校
- 岡山県立和気閑谷高等学校

## 交通

### 鉄道

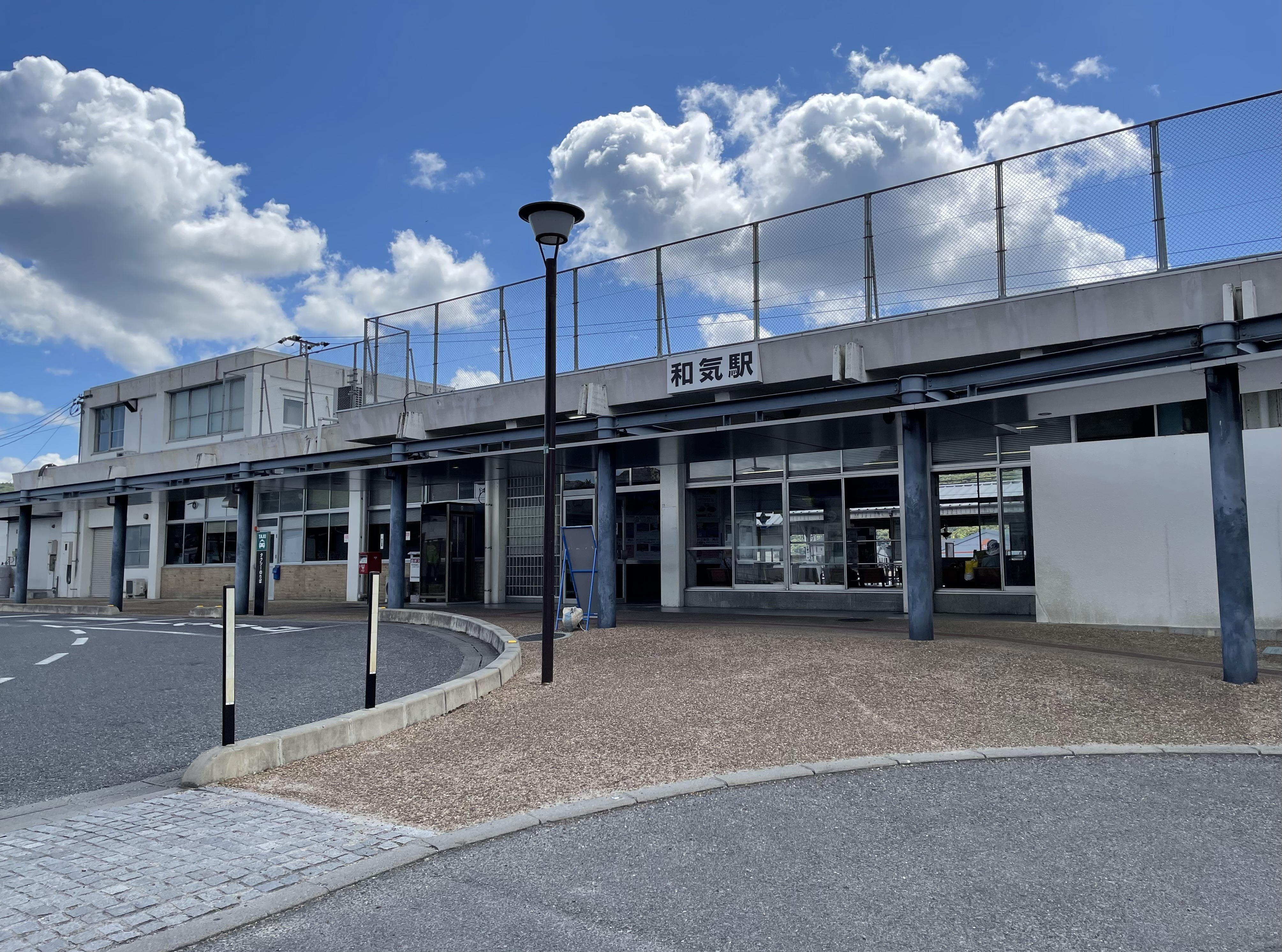
和気駅

- 西日本旅客鉄道（JR西日本）
  -  山陽本線：和気駅

#### 廃止鉄道路線
- 同和鉱業片上鉄道線（1991年7月1日に廃止）

### 路線バス
- 赤磐市広域路線バス（赤磐・和気線）
- 和気町営バス
- 備前市営バス（片上・和気線）

### 道路
高速道路
- 山陽自動車道：和気IC
- 美作岡山道路：佐伯IC

一般国道
- 町内を走る一般国道：国道374号

都道府県道
町内を走る県道
- 岡山県道46号和気笹目作東線
- 岡山県道53号御津佐伯線
- 岡山県道79号佐伯長船線
- 兵庫県道・岡山県道90号赤穂佐伯線
- 岡山県道・兵庫県道96号岡山赤穂線
- 岡山県道263号泉衣笠線
- 岡山県道395号和気熊山線
- 岡山県道404号都留岐吉永停車場線
- 岡山県道414号福本和気線
- 岡山県道417号和気吉井線
- 岡山県道703号備前柵原自転車道線

## 通信

### 新聞
- 山陽新聞備前支局（備前市）

### テレビ・ラジオ
テレビ放送局
- 地上波テレビ放送 （アナログ）

斜体字は垂直偏波。
| 局名     | NHK岡山 総合 | NHK岡山 教育 | RSK | OHK | RNC | KSB | TSC | 出力 | 中継局所在地 |
| -------- | ------------ | ------------ | --- | --- | --- | --- | --- | ---- | ------------ |
| 和気     | 1-           | 7            | 12- | -   | -   | -   | -   | 3W   | 和気町城山   |
| 和気     | -            | -            | -   | 43  | 47  | 49  | 51- | 10W  | 和気町城山   |
| 備前塩田 | 55           | 51           | 61  | 49  | 53  | 59  | 57  | 0.1W | 和気町塩田   |
| 和気日笠 | 56-          | 54-          | 58- | 60  | -   | -   | -   | 1W   | 和気町日笠上 |
| 備前佐伯 | 56           | 54           | 58  | 60+ | 52  | 50  | 48  | 3W   | 和気町佐伯   |

- 地上波デジタルテレビジョン放送（リモコンはNHK1.Eテレ2.RNC4.KSB5.RSK6.TSC7.OHK8）

和気日笠中継局および備前佐伯中継局は2010年度置局。
| 局名     | NHK岡山 総合 | NHK岡山 教育 | RSK | OHK | RNC | KSB | TSC | 出力  | 中継局所在地 |
| -------- | ------------ | ------------ | --- | --- | --- | --- | --- | ----- | ------------ |
| 和気     | 32           | 13           | 15  | 17  | 19  | 14  | 16  | 1W    | 和気町城山   |
| 備前塩田 | 38           | 40           | 41  | 43  | 39  | 44  | 42  | 0.01W | 和気町塩田   |

ラジオ放送局
- AMラジオ放送
  - RSKラジオ：1494MHz（備前局 出力1kW）

- FMラジオ放送
  - NHK岡山放送局：82.0kHz（和気局 出力1W）

#### 広報紙

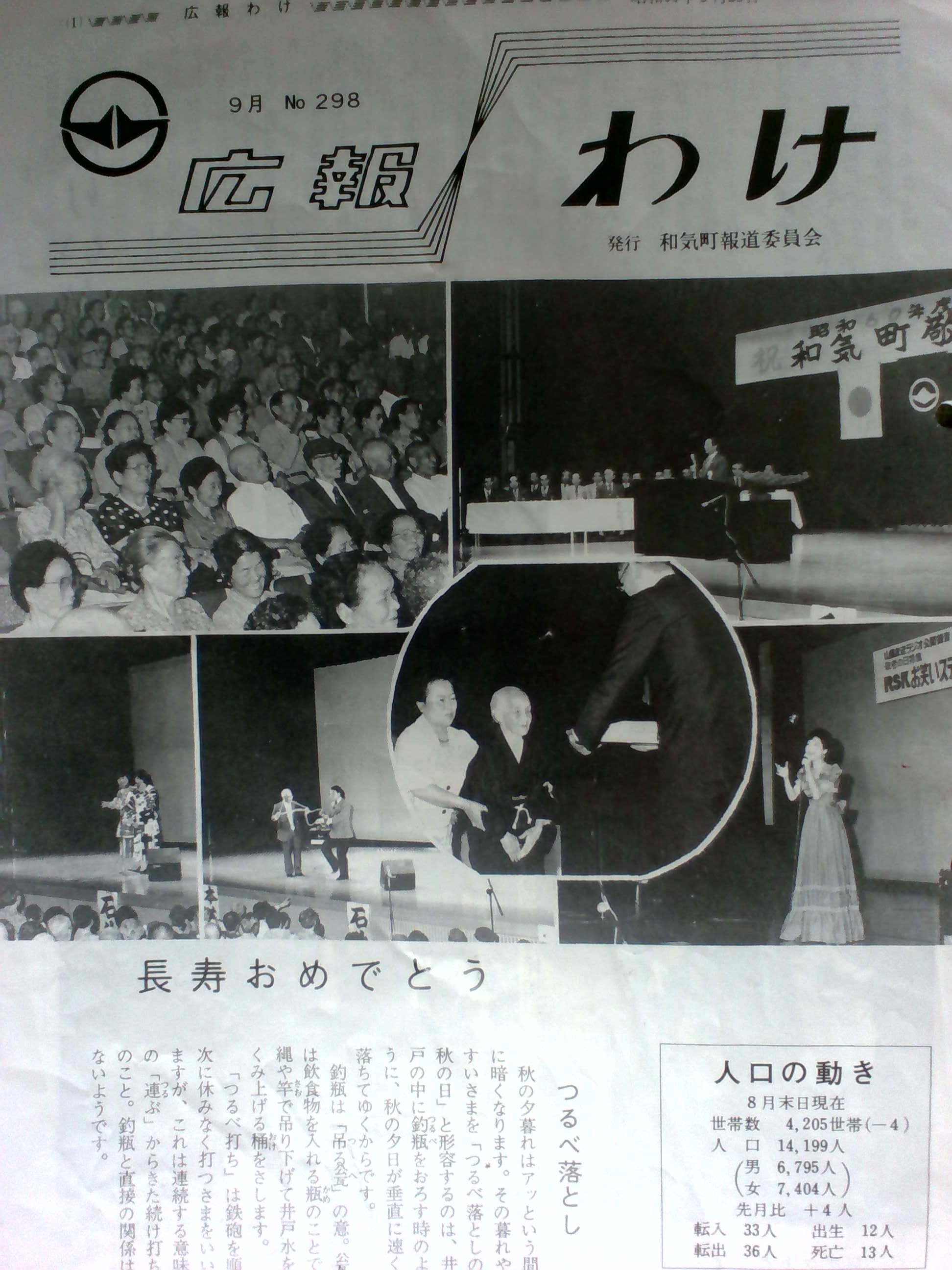
昭和60年の広報

広報わけ

## 文化

### 特産品・名産品
- 大黒麺（町内で収穫した黒豆を使用したうどん）
- 日本酒
- くだものジャム
- さくらんぼ

## 観光・イベント

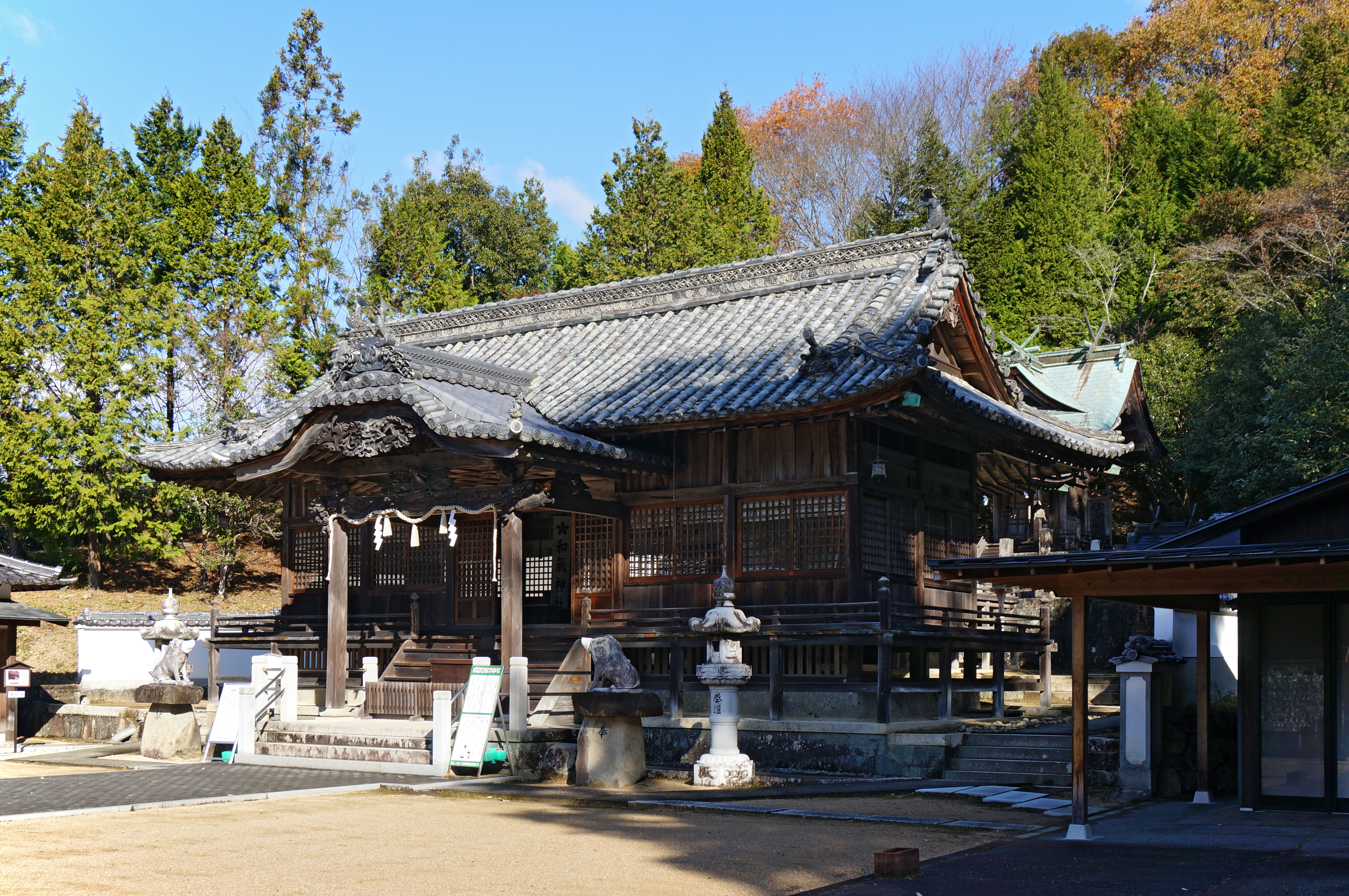
和気神社

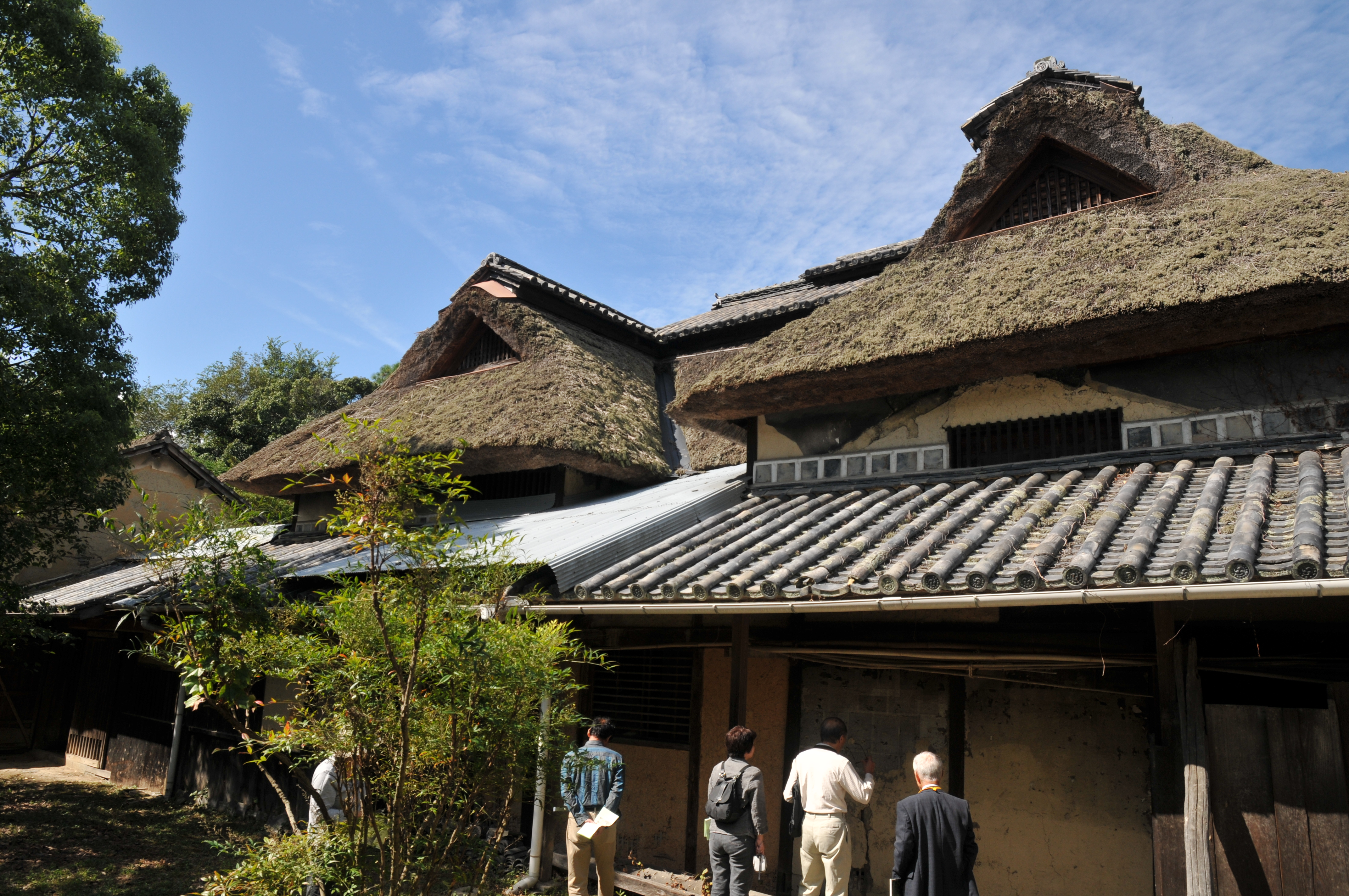
旧大國家住宅（国の重要文化財）

### 名所・旧跡・観光スポット
- 藤公園（日本一の藤棚）
- 和気神社
- 津田永忠墓所
- 中山サーキット
- 和気鵜飼谷温泉
- 佐伯ファミリーパーク
- 岡山県自然保護センター
- 天神山城址（県指定史跡）
- 旧大國家住宅（国の重要文化財）
- 北曽根城
- 由加神社
- 和気アルプス
- 大題目岩

### 祭事・催事
- 清麻呂の里　藤まつり（毎年4月下旬～5月上旬）
- 和文字焼きまつり（毎年8月16日）

## 文化施設
図書館
- 和気町立図書館
- 和気町立佐伯図書館

体育施設
- 和気町体育館
- 和気町佐伯体育館
- 武道館
- 和気ドーム
- 矢田テニスコート
- 和気町佐伯B&G海洋センター

資料館・学習施設
- 和気町学び館 サエスタ
- 和気町歴史民俗資料館
- 和気町田原井堰資料館

## 和気町出身の人物
- 赤木高太郎 - 元騎手
- 岩井志麻子 - 小説家
- 岡田英津也（悦哉） - 元プロ野球指導者
- 片山直憲 - 旧通産省キャリア官僚産業局出願課長、三菱地所グループ大日本企業(株)常務取締役
- 岸本尚毅 - 俳人
- 草加勝[5] - プロ野球選手
- 高見藤英希 - 元力士、元和気町職員、出生・育ちは倉敷市
- 近松秋江 - 小説家
- 野上慎平 - テレビ朝日アナウンサー
- 松岡巌鉄 - 元プロレスラー
- リリー - 見取り図　芸人
- 和気清麻呂 - 奈良時代の政治家、広虫の弟
- 和気広虫 - 奈良時代の女官